# Svirče
Svirče so manjše naselje na otoku Hvaru (Hrvaška), ki upravno spada pod občino Jelsa; le-ta pa spada pod Splitsko-dalmatinsko županijo.

## Lega
Svirče ležijo v sredini Starograjskega polja vzhodno od mesta Stari Grad in južno od naselja Vrbanj.

## Gospodarstvo
Glavna gospodarska dejavnost sta vinogradništvo in vinarstvo. Tu prideljujejo znano  vino Plavac.

## Ljudje povezani s krajem
- Juraj Carić, hrvaški raziskovalec (1854 - 1927)

## Demografija
| Pregled števila prebivalcev po letih | Pregled števila prebivalcev po letih | Pregled števila prebivalcev po letih | Pregled števila prebivalcev po letih | Pregled števila prebivalcev po letih | Pregled števila prebivalcev po letih | Pregled števila prebivalcev po letih | Pregled števila prebivalcev po letih | Pregled števila prebivalcev po letih | Pregled števila prebivalcev po letih | Pregled števila prebivalcev po letih | Pregled števila prebivalcev po letih | Pregled števila prebivalcev po letih | Pregled števila prebivalcev po letih | Pregled števila prebivalcev po letih |
| ------------------------------------ | ------------------------------------ | ------------------------------------ | ------------------------------------ | ------------------------------------ | ------------------------------------ | ------------------------------------ | ------------------------------------ | ------------------------------------ | ------------------------------------ | ------------------------------------ | ------------------------------------ | ------------------------------------ | ------------------------------------ | ------------------------------------ |
| 1857                                 | 1869                                 | 1880                                 | 1890                                 | 1900                                 | 1910                                 | 1921                                 | 1931                                 | 1948                                 | 1953                                 | 1961                                 | 1971                                 | 1981                                 | 1991                                 | 2001                                 |
| 544                                  | 839                                  | 674                                  | 755                                  | 847                                  | 745                                  | 731                                  | 642                                  | 636                                  | 626                                  | 627                                  | 588                                  | 558                                  | 491                                  | 445                                  |